# Southern Football League
Southern League, hay còn có tên Evo-Stik League Southern dưới điều khoản tài trợ với Bostik Ltd, là một giải đấu bóng đá bao gồm các đội bóng bán chuyên nghiệp và nghiệp dư đến từ các vùng Tây Nam, 'Trung Nam' và Midlands của Anh và phía Nam Wales. Cùng với Isthmian League và Northern Premier League, giải đấu này tạo thành cấp độ 7 và 8 trong Hệ thống các giải bóng đá ở Anh.
Cấu trúc của Southern League thay đổi rất nhiều lần kể từ khi thành lập năm 1894, hiện tại có 67 Câu lạc bộ thi đấu được chia thành 3 hạng đấu. Premier Division nằm ở bậc 3 của National League System (NLS), và là hạng đấu góp đội, chủ yếu cho Conference South nhưng cũng có cả Conference North. Sau Premier Division là 2 hạng đấu khu vực, là Division One South & West và Division One Central, nằm ở bậc 4 của NLS. Dưới các hạng đấu này còn có nhiều giải đấu nhỏ khác góp đội lên.

## Lịch sử

### Bóng đá ở phía Nam nước Anh
Bóng đá chuyên nghiệp (và thể thao chuyên nghiệp nói chung) phát triển ở phía Nam nước Anh chậm hơn so với phía Bắc. Sự chuyên nghiệp được đánh dấu bởi Football Association từ năm 1885, nhưng khi Football League thành lập năm 1888, nó chủ yếu ảnh hưởng toàn bộ phía Bắc và vùng Midlands còn County Football Association ở phía Nam thì lại đối ngược với chủ nghĩa chuyên nghiệp.
Woolwich Arsenal (ngày nay là Arsenal) là CLB đầu tiên ở London lên chuyên nghiệp năm 1891 và là một trong những nguồn khích lệ chính phía sau nỗ lực thành lập Southern League để sánh ngang với Football League của phía Bắc và Midlands. Tuy nhiên, sự liều linh này bị thất bại bởi sự trái ngược là thay vào đó, London Football Association và Woolwich Arsenal gia nhập Football League chỉ để đại diện cho phía Nam của Birmingham năm 1893. Thêm vào đó, một giải đấu nghiệp dư, Southern Alliance thành lập năm 1892, gồm 7 đội trong khu vực, nhưng đã giải thể sau một mùa giải không thành công.

### Sự thành lập của Southern League
Tuy nhiên, một nỗ lực khác đã được tạo ra để thành lập lại Southern League, và lần này nó đã thành công. Một giải đấu bao gồm các đội bóng chuyên nghiệp và nghiệp dư được thành lập năm 1894 nhờ sáng kiến của Millwall Athletic (ngày nay là Millwall). Lúc đầu dự tính chỉ có một hạng đấu, nhưng nhờ sự nhiệt huyết lớn nên dần dần đã tạo thành 2 hạng đấu. Và 16 CLB sáng lập đó là:
| Division One             |
| ------------------------ |
| Chatham                  |
| Clapton                  |
| Ilford                   |
| Luton Town               |
| Millwall Athletic        |
| Reading                  |
| Royal Ordnance Factories |
| 2nd Scots Guards         |
| Swindon Town             |

| Division Two     |
| ---------------- |
| Bromley          |
| Chesham          |
| Maidenhead       |
| New Brompton     |
| Old St Stephen's |
| Sheppey United   |
| Uxbridge         |

2nd Scots Guards rút lui trước khi mùa giải đầu tiên khởi tranh và được thay thế bởi Southampton St Mary's. Woolwich Arsenal cố gắng đưa đội dự bị của họ vào hạng đấu thứ hai nhưng lời đề nghị đã bị từ chối.

### Thành công của Southern League
Southern League ngay sau đó trở thành giải đấu chiếm ưu thế, dưới Football League ở miền Nam và miền Trung nước Anh. Khi chuyển qua thế kỉ mới, một số đội bóng của Southern League bắt đầu kình địch với Football League ở FA Cup nhưng nhìn chung thì nó vẫn được xem như tương đương với cấp độ 3 của hệ thống bóng đá Anh.
Hai CLB của Southern League, Southampton (năm 1900 và 1902) và Tottenham Hotspur (năm 1901) vào đến chung kết của FA Cup vào khoảng giữa chuyển giao giữa 2 thế kỉ. Tottenham Hotspur là CLB duy nhất dưới cấp độ 2 của bóng đá Anh vô địch FA Cup.
Trong khoảng thời gian này, nhiều cầu thủ giỏi nhất của Anh đi từ Football League sang Southern League, nhờ sự tự do di chuyển và điều khoản lương của Football League từ năm 1893 đến năm 1901, và nỗ lực thất bại của Association Footballers' Union (AFU) để giải phóng sự hạn chế này.
Nhà vô địch của 2 giải đấu trong giai đoạn này đối đầu nhau ở Charity Shield diễn ra hàng năm. Tuy nhiên, trong số 6 cuộc đối đầu giữa các nhà vô địch đó thì chỉ có 1 lần mà đội bóng của Southern League chiến thắng – Brighton & Hove Albion, năm 1910, và đây vẫn là danh hiệu quốc gia cao nhất của họ cho đến hiện tại.
Năm 1907, giải đấu chấp nhận Bradford Park Avenue, một đội bóng phía Bắc làm thành viên, phản ánh được vị trí lâu năm của nó ở thời điểm này.
Năm 1920, toàn bộ hạng đấu cao nhất của Southern League bị sáp nhập với Football League để tạo thành hạng đấu Third Division mới của họ. Một năm sau đó Third Division được mở rộng và địa phương hóa. Các đội bóng ở Third Division từ mùa bóng trước trở thành Third Division South, với sự bổ sung của Third Division North.
Trong tất cả các đội bóng sáng lập, 6 đội – Gillingham (là New Brompton được đổi tên), Luton Town, Millwall, Reading, Southampton và Swindon Town – hiện tại là CLB đang thi đấu ở Premier League hoặc Football League.

### Một giải đấu góp đội
Trong 6 thập kỷ sau đó, Football League và Southern League chỉ được trao đổi một số Câu lạc bộ trong giới hạn do hậu quả từ cuộc bầu cử của giải đấu cũ. Từ năm 1920 trở đi, vị thế giải đấu bán chuyên nghiệp của Southern League được hình thành.
Với sự tìm kiếm cách lên Football League thường xuyên hơn của các đội bóng, năm 1979 Southern League trở thành giải đấu góp đội cho Football Conference cùng với Isthmian League và Northern Premier League, và các đội bóng đứng đầu của phía Nam đã gia nhập giải đấu mới. Trong khi đó, Conference dần dần thành công khi trở thành giải góp đội cho Football League. Giải đấu mất rất nhiều Câu lạc bộ hàng đầu trong năm 2004 khi Conference bổ sung hai hạng đấu khu vực mới, dưới National League, là Conference South và Conference North.

### Nhà tài trợ
Nhà tài trợ đầu tiên của Southern League là Beazer Homes, tài trợ trong khoảng thời gian 1987–96. Các nhà tài trợ theo sau Beazer Homes cho đến ngày nay bao gồm: Dr Martens (1996–2004), British Gas (2006–2009), Zamaretto (2009–2011), Evo-Stik (2011–2013), Calor Gas (2013-14), và Evo-Stik (2014–nay).

## Các Câu lạc bộ ở Southern League
Sau đây là danh sách các Câu lạc bộ đang thi đấu trong 3 hạng đấu của Southern League, mùa giải 2015–16.
| Premier Division |
| ---------------- |
| Bedworth United  |
| Bideford         |
| Biggleswade Town |
| Cambridge City   |
| Chesham United   |
| Chippenham Town  |
| Cirencester Town |
| Dorchester Town  |
| Dunstable Town   |
| Frome Town       |
| Histon           |
| Hitchin Town     |
| Hungerford Town  |
| Kettering Town   |
| King's Lynn Town |
| Leamington       |
| Merthyr Town     |
| Paulton Rovers   |
| Poole Town       |
| Redditch United  |
| Slough Town      |
| St Neots Town    |
| Stratford Town   |
| Weymouth         |

| Division One Central   |
| ---------------------- |
| AFC Rushden & Diamonds |
| Arlesey Town           |
| Aylesbury              |
| Aylesbury United       |
| Barton Rovers          |
| Beaconsfield Town      |
| Bedford Town           |
| Chalfont St. Peter     |
| Egham Town             |
| Fleet Town             |
| Godalming Town         |
| Hanwell Town           |
| Kings Langley          |
| Leighton Town          |
| North Greenford United |
| Northwood              |
| Petersfield Town       |
| Potters Bar Town       |
| Royston Town           |
| St Ives Town           |
| Uxbridge               |
| Ware                   |

| Division One South & West |
| ------------------------- |
| A.F.C. Totton             |
| Banbury United            |
| Bashley                   |
| Bishop's Cleeve           |
| Bridgwater Town           |
| Burnham                   |
| Cinderford Town           |
| Didcot Town               |
| Evesham United            |
| Larkhall Athletic         |
| Mangotsfield United       |
| Marlow                    |
| North Leigh               |
| Slimbridge                |
| Shortwood United          |
| Swindon Supermarine       |
| Taunton Town              |
| Tiverton Town             |
| Wantage Town              |
| Wimborne Town             |
| Winchester City           |
| Yate Town                 |

## Các nhà vô địch của Southern League trước đó
Sau đây là danh sách các nhà vô địch trước đó của Southern League.
| Mùa giải | Division One          | Division Two               |
| -------- | --------------------- | -------------------------- |
| 1894–95  | Millwall Athletic     | New Brompton               |
| 1895–96  | Millwall Athletic     | Wolverton L & NWR          |
| 1896–97  | Southampton St Mary's | Dartford                   |
| 1897–98  | Southampton           | Royal Artillery Portsmouth |

Kể từ mùa giải 1898–99, Division Two chia thành khu vực London và Tây Nam, với trận playoff diễn ra giữa các đội vô địch của 2 khu vực.
| Mùa giải | Division One | Division Two (London) | Division Two (SW) | Division Two Playoff |
| -------- | ------------ | --------------------- | ----------------- | -------------------- |
| 1898–99  | Southampton  | Thames Ironworks      | Cowes             | Thames thắng 3–1     |

Kể từ mùa giải 1899–1900, giải đấu chuyển về thể thức cũ.
[[Hình:BRFC 1904-05.jpg|thumb|Đội bóng Bristol Rovers' vô địch giải Southern League trong mùa giải 1904–05
| Mùa giải  | Division One        | Division Two    |
| --------- | ------------------- | --------------- |
| 1899–1900 | Tottenham Hotspur   | Watford         |
| 1900–01   | Southampton         | Brentford       |
| 1901–02   | Portsmouth          | Fulham          |
| 1902–03   | Southampton         | Fulham          |
| 1903–04   | Southampton         | Watford         |
| 1904–05   | Bristol Rovers      | Fulham Dự bị    |
| 1905–06   | Fulham              | Crystal Palace  |
| 1906–07   | Fulham              | Southend United |
| 1907–08   | Queens Park Rangers | Southend United |
| 1908–09   | Northampton Town    | Croydon Common  |

Kể từ mùa giải 1909–10, Division Two chia thành 2 khu vực 'A' và 'B', đội vô địch mỗi khu vực sẽ thi đấu trận play-off để xác định nhà vô địch của Division Two.
| Mùa giải | Division One           | Division Two (A) | Division Two (B)       | Division Two Playoff |
| -------- | ---------------------- | ---------------- | ---------------------- | -------------------- |
| 1909–10  | Brighton & Hove Albion | Stoke            | Hastings & St Leonards | Stoke thắng 6–0      |

Kể từ mùa giải 1910–11, giải đấu lại trở về với thể thức cũ.
| Mùa giải | Division One        | Division Two   |
| -------- | ------------------- | -------------- |
| 1910–11  | Swindon Town        | Reading        |
| 1911–12  | Queens Park Rangers | Merthyr Town   |
| 1912–13  | Plymouth Argyle     | Cardiff City   |
| 1913–14  | Swindon Town        | Croydon Common |
| 1914–15  | Watford             | Stoke          |
| 1919–20  | Portsmouth          | Mid Rhondda    |

Cuối mùa giải 1919–20, đa số các đội bóng ở First Division chuyển sang Third Division của Football League. Vì thế Southern League được chia thành 2 khu vực Anh và Wales, đội vô địch mỗi khu vực sẽ thi đấu trận playoff để xác định nhà vô địch của Southern League.
| Mùa giải | Khu vực nước Anh             | Khu vực xứ Wales | Championship Playoff |
| -------- | ---------------------------- | ---------------- | -------------------- |
| 1920–21  | Brighton & Hove Albion Dự bị | Barry            | Brighton thắng 2–1   |
| 1921–22  | Plymouth Argyle Dự bị        | Ebbw Vale        | Plymouth thắng 3–0   |
| 1922–23  | Bristol City Dự bị           | Ebbw Vale        | Ebbw Vale thắng 2–1  |

Kể từ mùa giải 1923–24, giải đấu chia thành 2 khu vực, đội vô địch mỗi khu vực sẽ thi đấu trận playoff để xác định nhà vô địch của Southern League.
| Mùa giải | Eastern Section               | Western Section         | Championship Playoff  |
| -------- | ----------------------------- | ----------------------- | --------------------- |
| 1923–24  | Peterborough & Fletton United | Yeovil & Petters United | Yeovil thắng 3–1      |
| 1924–25  | Southampton Dự bị             | Swansea Town Dự bị      | Southampton thắng 2–1 |
| 1925–26  | Millwall Dự bị                | Plymouth Argyle Dự bị   | Plymouth thắng 1–0    |
| 1926–27  | Brighton & Hove Albion Dự bị  | Torquay United          | Brighton thắng 4–0    |
| 1927–28  | Kettering Town                | Bristol City Dự bị      | Kettering thắng 5–0   |
| 1928–29  | Kettering Town                | Plymouth Argyle Dự bị   | Plymouth thắng 4–2    |
| 1929–30  | Aldershot Town                | Bath City               | Aldershot thắng 3–2   |
| 1930–31  | Dartford                      | Exeter City Dự bị       | Dartford thắng 7–2    |
| 1931–32  | Dartford                      | Yeovil & Petters United | Dartford thắng 2–1    |
| 1932–33  | Norwich City Dự bị            | Bath City               | Norwich thắng 2–1     |

Kể từ mùa giải 1933–34, một khu vực mới có tên Central Section được giới thiệu để bổ sung thêm trận đấu. Central bao gồm các đội bóng từ 2 khu vực còn lại và không góp phần vào chức vô địch chung.
| Mùa giải | Eastern Section    | Western Section         | Central Section       | Championship Playoff |
| -------- | ------------------ | ----------------------- | --------------------- | -------------------- |
| 1933–34  | Norwich City Dự bị | Plymouth Argyle Dự bị   | Plymouth Argyle Dự bị | Plymouth thắng 3–0   |
| 1934–35  | Norwich City Dự bị | Yeovil & Petters United | Folkestone            | Norwich thắng 7–2    |
| 1935–36  | Margate            | Plymouth Argyle Dự bị   | Margate               | Margate thắng 3–1    |

Kể từ mùa giải 1936–37, khu vực phía Đông và phía Tây hợp lại thành một hạng đấu duy nhất. Các trận đấu bổ sung diễn ra ở Midweek Section nơi không góp phần vào chức vô địch chung.
| Mùa giải | Southern League   | Midweek Section         |
| -------- | ----------------- | ----------------------- |
| 1936–37  | Ipswich Town      | Margate                 |
| 1937–38  | Guildford City    | Millwall Dự bị          |
| 1938–39  | Colchester United | Tunbridge Wells Rangers |

Kể từ mùa giải 1945–46, Midweek Section không được thi đấu do sự hạn chế quyền lực sau Thế chiến thứ II.
| Mùa giải | Southern League        |
| -------- | ---------------------- |
| 1945–46  | Chelmsford City        |
| 1946–47  | Gillingham             |
| 1947–48  | Merthyr Tydfil         |
| 1948–49  | Gillingham             |
| 1949–50  | Merthyr Tydfil         |
| 1950–51  | Merthyr Tydfil         |
| 1951–52  | Merthyr Tydfil         |
| 1952–53  | Headington United      |
| 1953–54  | Merthyr Tydfil         |
| 1954–55  | Yeovil Town            |
| 1955–56  | Guildford City         |
| 1956–57  | Kettering Town         |
| 1957–58  | Gravesend & Northfleet |

Kể từ mùa giải 1958–59, Southern League lại chia thành 2 khu vực: Tây-Bắc và Đông-Nam. Đội vô địch mỗi khu vực sẽ thi đấu trận playoff để xác định nhà vô địch của Southern League.
| Mùa giải | North-Western Section | South-Eastern Section | Championship Playoff |
| -------- | --------------------- | --------------------- | -------------------- |
| 1958–59  | Hereford United       | Bedford Town          | Bedford thắng 3–0    |

Mùa giải sau đó chứng kiến sự sáp nhập của hai khu vực để thành lập Premier Division, và hạng đấu mới Division One được bổ sung.
| Mùa giải | Premier Division | Division One    |
| -------- | ---------------- | --------------- |
| 1959–60  | Bath City        | Clacton Town    |
| 1960–61  | Oxford United    | Kettering Town  |
| 1961–62  | Oxford United    | Wisbech Town    |
| 1962–63  | Cambridge City   | Margate         |
| 1963–64  | Yeovil Town      | Folkestone Town |
| 1964–65  | Weymouth         | Hereford United |
| 1965–66  | Weymouth         | Barnet          |
| 1966–67  | Romford          | Dover           |
| 1967–68  | Chelmsford City  | Worcester City  |
| 1968–69  | Cambridge United | Brentwood Town  |
| 1969–70  | Cambridge United | Bedford Town    |
| 1970–71  | Yeovil Town      | Guildford City  |

Kể từ mùa giải 1971–72, Division One được địa phương hóa.
| Mùa giải | Premier Division | Division One North | Division One South     |
| -------- | ---------------- | ------------------ | ---------------------- |
| 1971–72  | Chelmsford City  | Kettering Town     | Waterlooville          |
| 1972–73  | Kettering Town   | Grantham           | Maidstone United       |
| 1973–74  | Dartford         | Stourbridge        | Wealdstone             |
| 1974–75  | Wimbledon        | Bedford Town       | Gravesend & Northfleet |
| 1975–76  | Wimbledon        | Redditch United    | Minehead               |
| 1976–77  | Wimbledon        | Worcester City     | Barnet                 |
| 1977–78  | Bath City        | Witney Town        | Margate                |
| 1978–79  | Worcester City   | Grantham           | Dover                  |

Kể từ mùa giải 1979–80, 13 CLB ở Premier Division gia nhập giải đấu mới Alliance Premier League. Premier Division và Division One vì thế sáp nhập, và hai hạng đấu khu vực mới được thành lập.
| Mùa giải | Midland Division | Southern Division |
| -------- | ---------------- | ----------------- |
| 1979–80  | Bridgend Town    | Dorchester Town   |
| 1980–81  | Alvechurch       | Dartford          |
| 1981–82  | Nuneaton Borough | Wealdstone        |

Kể từ mùa giải 1982–83, Premier Division lại được ra mắt, nằm phía trên các hạng đấu khu vực.
| Mùa giải | Premier Division    | Midland Division   | Southern Division      |
| -------- | ------------------- | ------------------ | ---------------------- |
| 1982–83  | Leamington          | Cheltenham Town    | Fisher Athletic        |
| 1983–84  | Dartford            | Willenhall Town    | Road-Sea Southampton   |
| 1984–85  | Cheltenham Town     | Dudley Town        | Basingstoke Town       |
| 1985–86  | Welling United      | Bromsgrove Rovers  | Cambridge City         |
| 1986–87  | Fisher Athletic     | VS Rugby           | Dorchester Town        |
| 1987–88  | Aylesbury United    | Merthyr Tydfil     | Dover Athletic         |
| 1988–89  | Merthyr Tydfil      | Gloucester City    | Chelmsford City        |
| 1989–90  | Dover Athletic      | Halesowen Town     | Bashley                |
| 1990–91  | Farnborough Town    | Stourbridge        | Buckingham Town        |
| 1991–92  | Bromsgrove Rovers   | Solihull Borough   | Hastings Town          |
| 1992–93  | Dover Athletic      | Nuneaton Borough   | Sittingbourne          |
| 1993–94  | Farnborough Town    | Rushden & Diamonds | Gravesend & Northfleet |
| 1994–95  | Hednesford Town     | Newport County     | Salisbury City         |
| 1995–96  | Rushden & Diamonds  | Nuneaton Borough   | Sittingbourne          |
| 1996–97  | Gresley Rovers      | Tamworth           | Forest Green Rovers    |
| 1997–98  | Forest Green Rovers | Grantham Town      | Weymouth               |
| 1998–99  | Nuneaton Borough    | Clevedon Town      | Havant & Waterlooville |

Kể từ mùa giải 1999–2000, các hạng đấu khu vực đổi tên thành Western Division và Eastern Division.
| Mùa giải  | Premier Division | Western Division    | Eastern Division |
| --------- | ---------------- | ------------------- | ---------------- |
| 1999–2000 | Boston United    | Stafford Rangers    | Fisher Athletic  |
| 2000–01   | Margate          | Hinckley United     | Newport IOW      |
| 2001–02   | Kettering Town   | Halesowen Town      | Hastings Town    |
| 2002–03   | Tamworth         | Merthyr Tydfil      | Dorchester Town  |
| 2003–04   | Crawley Town     | Redditch United     | King's Lynn      |
| 2004–05   | Histon           | Mangotsfield United | Fisher Athletic  |
| 2005–06   | Salisbury City   | Clevedon Town       | Boreham Wood     |

Kể từ mùa giải 2006–07, hai hạng đấu khu vực được đổi tên thành Division One Midlands và Division One South & West.
| Mùa giải | Premier Division | Division One Midlands | Division One South & West |
| -------- | ---------------- | --------------------- | ------------------------- |
| 2006–07  | Bath City        | Brackley Town         | Bashley                   |
| 2007–08  | King's Lynn      | Evesham United        | Farnborough               |
| 2008–09  | Corby Town       | Leamington            | Truro City                |

Kể từ mùa giải 2009-10, Division One Midlands đổi tên thành Division One Central.
| Mùa giải | Premier Division     | Division One Central | Division One South & West |
| -------- | -------------------- | -------------------- | ------------------------- |
| 2009–10  | Farnborough          | Bury Town            | Windsor & Eton            |
| 2010–11  | Truro City           | Arlesey Town         | AFC Totton                |
| 2011–12  | Brackley Town        | St Neots Town        | Bideford                  |
| 2012–13  | Leamington           | Burnham              | Poole Town                |
| 2013–14  | Hemel Hempstead Town | Dunstable Town       | Cirencester Town          |
| 2014–15  | Corby Town           | Kettering Town       | Merthyr Town              |

### Các đội vô địch League Cup
| - 1933: Plymouth Argyle Dự bị - 1934: Plymouth Argyle Dự bị - 1935: Folkestone - 1936: Plymouth Argyle Dự bị - 1937: Newport County Dự bị - 1938: Colchester United - 1939: Không được hoàn thành - 1940: Worcester City - 1946: Chelmsford City - 1947: Gillingham - 1948: Merthyr Tydfil - 1949: Yeovil Town - 1950: Colchester United - 1951: Merthyr Tydfil - 1952: Hereford United - 1953: Headington United - 1954: Headington United - 1955: Yeovil Town - 1956: Gloucester City - 1957: Hereford United - 1958: Cheltenham Town - 1959: Hereford United - 1960: Chelmsford City - 1961: Yeovil Town - 1962: Cambridge United - 1963: Guildford City | - 1964: Burton Albion - 1965: Cambridge United - 1966: Yeovil Town - 1967: Guildford City - 1968: Margate - 1969: Cambridge United - 1970: Wimbledon - 1971: Telford United - 1972: Barnet - 1973: Weymouth - 1974: AP Leamington - 1975: Kettering Town - 1976: Wimbledon - 1977: Dartford - 1978: Gravesend & Northfleet - 1979: Bath City - 1980: Kidderminster Harriers - 1981: Bedford Town - 1982: Wealdstone - 1983: Alvechurch - 1984: AP Leamington - 1985: Fisher Athletic - 1986: Bromsgrove Rovers - 1987: Waterlooville - 1988: Dartford | - 1989: Dartford - 1990: VS Rugby - 1991: Chelmsford City - 1993: Stourbridge - 1994: Sudbury Town - 1995: Hastings United - 1996: Nuneaton Borough - 1997: Burton Albion - 1998: Margate - 1999: Sutton Coldfield Town - 2000: Burton Albion - 2001: Worcester City - 2002: Dorchester Town - 2003: Crawley Town - 2004: Crawley Town - 2005: King's Lynn - 2006: Hitchin Town - 2007: Tiverton Town - 2008: Hillingdon Borough - 2009: Atherstone Town - 2010: Cambridge City - 2011: Hednesford Town - 2012: Clevedon Town - 2013: Arlesey Town - 2014: St Neots Town - 2015: Poole Town |

Nguồn các nhà vô địch cho đến năm 1993:

## Cấu trúc giải đấu
Qua nhiều năm cấu trúc của giải đấu thay đổi rất nhiều lần, hiện tại bao gồm hạng đấu Premier Division ở bậc 3 của NLS, cùng với Division One South & West và Division One Central ở bậc 4. Do sự xuất hiện của Isthmian League, vị trí địa lý của Southern League actually kéo dài về phía Bắc hơn so với Conference South. Vì thế, trong khi đa số các đội vô địch Premier Division, cùng với các đội thắng playoff, thăng hạng lên Conference South, những CLB nằm ở phía Bắc nhất thì thăng hạng lên Conference North.
CLB xuống hạng từ Southern League theo giả thuyết sẽ xuống chơi ở bất kì một trong 14 giải đấu thấp hơn, nhưng thực tế thì sẽ chơi ở một trong các giải đấu sau (dựa vào vị trí địa lý):
- Combined Counties League
- Hellenic League
- Midland Football Alliance
- Spartan South Midlands League
- United Counties League
- Wessex League
- Western League

Theo thời gian, các CLB ngoài các vị trí thăng hạng và xuống hạng dựa theo vị trí địa lý của Southern League sẽ bị buộc rời khỏi giải bởi Ủy ban NLS, trong trường hợp cần thiết nếu họ tham gia ở Northern Premier hay Isthmian League để làm tạo sự cân bằng trong việc phân phối các đội bóng lên hạng và xuống hạng trong cùng cấp độ. Các đội bóng ở Northern Premier hay Isthmian League cũng tham gia Southern League với lý do như trên.